# 録画チャンネル4.5
VHS録画チャンネル4.5（ブイエイチエス ろくがチャンネル よんてんご）は、フジテレビジョンをはじめとした東名阪のフジ系列局で1986年9月12日から1987年2月27日に放送された単発特別番組枠である。

## 概要
この番組は毎週金曜日深夜から土曜未明にかけて放送された。「特に都市部で深夜の視聴人口が増え、ビデオの普及率も90%近くになった」（当時の編成局長・談）という当時の時代背景から、タイトルにあるようにVHSビデオテープの普及を目的として、好きな番組を録画して保存し、週末にゆっくりとビデオテープで番組を楽しんでもらうという狙いから、毎週4時間半のエンターテインメント番組を週替わりで展開するという番組であった。その目的上、ベータ陣営のSONY以外の「VHSコミュニケーション」と称する電機メーカー連合6社（日本ビクター・松下電器産業・日立製作所・三菱電機・シャープのVHS陣営5社に、当時ベータ陣営から転向していた東芝）が、一定時間毎の交代によりすべてスポンサーとなっており、テレビ神奈川（TVK）ほかで放送されていたビデオクリップ紹介番組（音楽番組）でベータのプロモーション役を兼ねていた「SONY MUSIC TV」の真裏に設定された。さらに、この番組内で放送されたCMの中には「VHSコミュニケーション」名義で、映像作家の手塚真やコラムニスト泉麻人がVHSについての説明などを語ったものもあった（普通の家電メーカーとしてのＣＭもあった）。
あくまでも「録画」を前提とした番組であったため、「著作権」の問題により制作・放送の許可がもらえず断念した企画もあったという。
開始月のテレパルによると、後述のように文化・教養の範疇に入る内容も多かったことから、「フジらしくない番組を、突然始めるところが、フジらしい」と評価する人もいたという。
フジテレビとしては、来たるべき24時間放送に向けてデータ収集をする目的もあって視聴率1%を狙っており、実際第1回はニールセン社の調べで1%（ビデオリサーチ調べでは0.7%）となった（前出のテレパルによる）。
また、この番組は関西テレビ及び東海テレビでも、テープネットで放送された。ただし、1987年1月9日深夜放送の「ズバリ予想!共通一次はコレが出る」の回のみ、番組内容を考慮してフジ系以外も含めた全国32局ネットで放送され（いわゆる単発番組扱い）、さらに電気店などで無料テキストが配布された（こうしたパターンは、事実上の次期(1987年秋-88年春)後継番組「ビデオチャンネル」にも引き継がれることになる）。この回の次回予告では、「東京・大阪・名古屋地区で御覧の方は、次回は…」と案内していた。フジ系は本番組の翌週放送の「全国速報!共通一次ボーダー得点」（東海テレビ制作）と合わせ、立て続けに全国完全ネットの受験関連番組を放送していた（両番組ともに河合塾協力）。
番組の企画と内容は、後年になって評価される物や衛星メディアで再放送が成された物もあり、一例として「激走！全国高速道路ノーカット24時間」や、「寝台特急北斗星の旅」などの番組は開局当初のフジテレビ721（CS放送）等でリピートされた。前述の2番組は前者がステレオ放送され、後者は音声多重放送（二重音声放送）が施され、主音声は1960年代の「なつかしの洋楽」が流され、副音声側では「1960年代から70年代のなつメロ」が流される等の意欲的な番組として仕上がっていた。

## 放送時間
- フジテレビ

毎週金曜日26:00 - 30:25（土曜日午前2:00 - 6:25）［1986年9月］
毎週金曜日25:55 - 30:20（土曜日午前1:55 - 6:20）［1986年10月以降］
- 関西テレビ

毎週金曜日26:20 - 30:45（土曜日午前2:20 - 6:45）
- 東海テレビ

毎週金曜日25:30 - 29:55（土曜日午前1:30 - 5:55）

## 主な放送フォーマット
（初期）VHS録画チャンネル4.5のオープニング（AmigaCGやVideoBox等のDVEを使用したビデオ合成きり絵アニメ）→「作品タイトル」→VHSコミュニケーション各社CM→本編→VHSコミュニケーションCM→本編→VHSコミュニケーション各社CM→エンディング→VHSコミュニケーション各社CM→「VHS 録画チャンネル4.5＝終＝」
（後期）VHS録画チャンネル4.5のオープニング（AmigaCGやVideoBox等のDVEを使用したビデオ合成きり絵アニメ）→VHSコミュニケーション各社CM「作品タイトル」→本編→VHSコミュニケーションCM→本編→VHSコミュニケーション各社CM→エンディング→VHSコミュニケーション各社CM→「この番組はVHS各社の提供でお送りしました」（ブルーバック）→「VHS録画チャンネル4.5＝終＝」（オープニング映像の音声なしを10秒）

※主な放送フォーマットは以上の通り。「作品タイトル」の部分から本編に入り、作品冒頭でタイトルがスーパーされていた物やスーパーのみが別素材で送出された後に本編が開始される物など様々だった。基本の放送尺は270分でVHS T-90を使用し3倍モードで録画をすると「（CM込みで）1本まるまるソフトになる」と云う番組の触れ込みだった。VHSテープメーカー各社からはこの番組の放送スケジュールに対応した背ラベル（シール）を電気店や量販店の店頭で配布するなどの宣伝策も行われた。
※番組開始冒頭の「VHS録画チャンネル4.5」のオープニング映像は当時のCG機材やデジタルビデオエフェクト機材を使用し、切り絵（動物キャラ）をビデオ上で取り込んだ上でそれらを動かす形式の「切り絵アニメ」が流されていた（全員集合したところでタイトル文字が出る）。ただしオープニング中に３回集合させていた。音楽は軽快なオリジナル曲でステレオ放送。エンディングは音楽なしで、オープニングで全員揃った状態の一枚画であった。作品の内容によりモノラル放送や音声多重放送（二重音声放送）が行われた。なお、「VHS」のロゴはVHS各社が使用する正式ロゴ（四角付きのロゴ）を必ず使用していた。

## 放送された企画
- 浅田彰・ビデオ進化論[3]
- 劇団夢の遊眠社10周年[3]
- 平家物語
- エンジョイクッキング[3]
- ザ・シンフォニーホール[3]
- 映像詩・奥の細道[3]
- 母と子の世界童話シアター[3]
- 玖保キリコ・よるのようちえん
- 東洋医学入門
- 東京幻想曲
- 編み物を楽しく
- 家族のルール
- 1986年 映画予告編100本（岡部まりが進行役）
- 民謡日本列島
- 新米ママのための育児学入門[3]
- 落語忘れ難き名人会
- 俺たちはステージが大好きだ
- ニナガワ演劇冒険の旅
- 東京コレクション
- ゴルファーズ・イン・アメリカ1986

## 関連番組
SONY MUSIC TV
テレビ神奈川制作。対抗規格であったベータマックスのプロモーションを兼ねた番組。
真夜中テレビ
当番組が終了後、関西テレビのみ独自にこれの後番組を編成。

## 注・出典
1. 1 2 3  週刊TVガイド 1986年9月5日号 60頁「レポート・フジが深夜に編成する録画のための専用番組」
2. ↑  「SONY MUSIC TV」は23時30分開始、本番組は26時前後の開始であったため、競合時間帯はあったものの、厳密な真裏の競合番組ではなかった。ただし東海地方(東海3県)では「SONY-」の放送時間が金曜24:30-27:50（=土曜日未明0:30-3:50）だったことから、当番組の前半は表裏で競合していた。
3. 1 2 3 4 5 6 7 8  「CX,24時間放送に向け金曜深夜に4.5時間の録画用番組」『企業と広告』第12巻第10号、チャネル、1986年10月1日、10頁、NDLJP:2853043/8。
4. ↑  この年のみ、共通一次前に二次受験校を出願する形になっていた。